# San Salvatore Telesino
San Salvatore Telesino est une commune italienne de la province de Bénévent, dans la région Campanie.

## Histoire
Sur le territoire municipal se trouvent les restes de l'ancienne Telesia, une ville samnite connue (217-214 av. J.-C.) pour avoir été impliquée dans les guerres puniques. Au Ier siècle av. J.-C., une colonie romaine y fut établie et à l'époque lombarde, elle fut le siège d'un gastald. Les incursions sarrasines de 847 apr. J.-C. et le tremblement de terre de 1349 conduisirent à l'abandon de Telesia.
- Rocca di San Salvatore Telesino

## Administration
| Période                                  | Période | Identité | Étiquette | Qualité |
| ---------------------------------------- | ------- | -------- | --------- | ------- |
|                                          |         |          |           |         |
| Les données manquantes sont à compléter. |         |          |           |         |

### Hameaux
Casale, Epitaffio, Banca

### Communes limitrophes
Amorosi, Castelvenere, Faicchio, Puglianello, San Lorenzello, Telese Terme